# Indianola (Nebraska)
Indianola és una població dels Estats Units a l'estat de Nebraska. Segons el cens del 2000 tenia 642 habitants.

## Demografia
Segons el cens del 2000, Indianola tenia 642 habitants, 275 habitatges, i 183 famílies. La densitat de població era de 198,3 habitants per km².
Dels 275 habitatges en un 28,4% hi vivien nens de menys de 18 anys, en un 57,5% hi vivien parelles casades, en un 6,9% dones solteres, i en un 33,1% no eren unitats familiars. En el 29,1% dels habitatges hi vivien persones soles el 12,4% de les quals corresponia a persones de 65 anys o més que vivien soles. El nombre mitjà de persones vivint en cada habitatge era de 2,33 i el nombre mitjà de persones que vivien en cada família era de 2,88.
Per edats la població es repartia de la següent manera: un 24,3% tenia menys de 18 anys, un 7,9% entre 18 i 24, un 28% entre 25 i 44, un 23,7% de 45 a 60 i un 16% 65 anys o més.
L'edat mediana era de 39 anys. Per cada 100 dones de 18 o més anys hi havia 102,5 homes.
La renda mediana per habitatge era de 27.344 $ i la renda mediana per família de 35.469 $. Els homes tenien una renda mediana de 27.750 $ mentre que les dones 16.094 $. La renda per capita de la població era de 14.774 $. Aproximadament el 9% de les famílies i el 10,4% de la població estaven per davall del llindar de pobresa.

## Poblacions més properes
El següent diagrama mostra les poblacions més properes.